# Discografia di Claudio Baglioni
La discografia di Claudio Baglioni, cantautore romano pop italiano, parte nel 1970 e comprende 39 album ufficiali, tra cui 17 album registrati in studio, 13 dal vivo, 5 raccolte, 1 extended play e 3 album di cover, e 40 singoli.
Claudio Baglioni, nei suoi album, ha sempre sviluppato e integrato l’idea di concept, evolvendo sia la struttura sia le tematiche nel corso della sua carriera artistica. Con oltre 65 milioni di dischi venduti, ha stabilito numerosi record tra cui quello per l’album più venduto di sempre nella storia della discografia italiana, La vita è adesso. In oltre mezzo secolo di attività, ha raggiunto un totale di 140 settimane al primo posto in classifica.

## Album in studio
| Anno | Titolo                                | Etichetta  | Copie vendute | Max posizione |
| ---- | ------------------------------------- | ---------- | ------------- | ------------- |
| 1970 | Claudio Baglioni                      | RCA        | 1200          | —             |
| 1971 | Un cantastorie dei giorni nostri      | RCA        | 120.000       | —             |
| 1972 | Questo piccolo grande amore           | RCA        | 1.500.000     | 2             |
| 1973 | Gira che ti rigira amore bello        | RCA        | 1.000.000     | 3             |
| 1974 | E tu...                               | RCA        | 1.400.000     | 1             |
| 1975 | Sabato pomeriggio                     | RCA        | 1.400.000     | 1             |
| 1977 | Solo                                  | RCA        | 1.000.000     | 1             |
| 1978 | E tu come stai?                       | CBS        | 1.500.000     | 1             |
| 1981 | Strada facendo                        | CBS        | 1.000.000     | 1             |
| 1985 | La vita è adesso                      | CBS        | 1.600.000     | 1             |
| 1990 | Oltre                                 | CBS        | 900.000       | 1             |
| 1995 | Io sono qui                           | Columbia   | 700.000       | 1             |
| 1999 | Viaggiatore sulla coda del tempo      | Columbia   | 600.000       | 1             |
| 2003 | Sono io - L'uomo della storia accanto | Columbia   | 300.000       | 1             |
| 2009 | Q.P.G.A.                              | Sony BMG   | 120.000       | 3             |
| 2013 | ConVoi                                | Sony Music | 50.000        | 2             |
| 2020 | In questa storia che è la mia         | Sony Music | 50.000        | 2             |

## Album dal vivo
| Anno | Titolo                                             | Etichetta         | Max posizione |
| ---- | -------------------------------------------------- | ----------------- | ------------- |
| 1982 | Alé-oó                                             | CBS               | 2             |
| 1986 | Assolo                                             | CBS               | 4             |
| 1992 | Assieme oltre il concerto                          | Columbia          | 1             |
| 1992 | ancorAssieme                                       | Columbia          | 5             |
| 1996 | Attori e spettatori                                | Columbia          | 1             |
| 1998 | A-Live                                             | Columbia          | 5             |
| 2000 | Acustico                                           | Columbia          | 11            |
| 2001 | InCanto tra pianoforte e voce                      | Cosa Edizioni Srl | —             |
| 2004 | Crescendo e cercando                               | Columbia          | 1             |
| 2007 | Buon viaggio della vita                            | Sony BMG          | 3             |
| 2010 | Per il mondo. World Tour 2010                      | Sony Music        | 2             |
| 2016 | Capitani coraggiosi - Il live (con Gianni Morandi) | Sony Music        | 1             |
| 2019 | Da una storia vera                                 | Mondadori         | —             |

## Raccolte
| Anno | Titolo                     | Etichetta         | Max posizione |
| ---- | -------------------------- | ----------------- | ------------- |
| 2005 | Tutti qui                  | Sony BMG          | 2             |
| 2006 | Gli altri tutti qui        | Sony BMG          | 2             |
| 2011 | Figli unici                | Mondadori         | —             |
| 2018 | Al centro                  | Legacy Recordings | 2             |
| 2021 | Tutti qui. Collezione 2021 | Sony Music        | 19            |

## Album EP
| Anno | Titolo     | Etichetta | Max posizione |
| ---- | ---------- | --------- | ------------- |
| 1998 | Da me a te | Columbia  | —             |

## Cover
| Anno | Titolo                       | Etichetta  | Max posizione |
| ---- | ---------------------------- | ---------- | ------------- |
| 1997 | Anime in gioco               | Columbia   | 1             |
| 2006 | Quelli degli altri tutti qui | Sony BMG   | 1             |
| 2012 | Un piccolo Natale in più     | Sony Music | 8             |

## Edizioni speciali
| Anno | Titolo                              | Etichetta  | Max posizione |
| ---- | ----------------------------------- | ---------- | ------------- |
| 2011 | Strada facendo 30º Anniversario     | Sony Music | 1             |
| 2025 | La vita è adesso, il sogno è sempre | Sony Music | 1             |

## Album pubblicati all'estero

### Spagna
- 1975 - Sábado por la tarde[51]
- 1977 - Solo
- 1978 - Un pequeño gran amor
- 1979 - Un poco más[52]
- 1982 - Alé Oó
- 1985 - Claudio Baglioni[53]
- 1991 - Oltre[54]
- 2006 - Siempre aquí

### Sudamerica
- 1977 - Solo
- 1978 - Un pequeño gran amor
- 1979 - ¿Y tú cómo estás?
- 1985 - Claudio Baglioni: grandes éxitos[55]

### Francia
- 1980 - Un peu de toi[56]
- 1980 - Comment tu vas?
- 1985 - Claudio Baglioni[57]
- 1991 - Oltre[58]

### Europa
- 1982 - Alé Oó[59]
- 1985 - Claudio Baglioni[57]
- 1991 - Oltre[60]

## Album per i membri Clab
- 1997 - Sappiamo che c’è sempre un sogno da fare[61] (album live Raduno Clab)
- 1998 - Noi no, noi mai più[62] (EP)
- 1998 - QPGA 30 anni dopo[63] (Singolo)
- 2001 - Incontri e incanti[64] (album live raduno Clab)
- 2005 - Tutti lì. XI Raduno[65] (album live raduno Clab)
- 2006 - Solo chitarre[66] (album live concerto al Cinema)

## Singoli
| Anno | Singolo | Posizione massima | Vendite | Certificazioni | Album                                        |
| ---- | --- | ----------------- | ------- | -------------- | -------------------------------------------- |
| 1970 | Una favola blu/Signora Lia - Pubblicato nell'Aprile 1970 - Etichetta: RCA Italiana (PM 3518) - Formati: 7"                                                               | —                 |         |                | Claudio Baglioni                             |
| 1970 | Notte di Natale/Isolina - Pubblicato nel Settembre 1970 - Etichetta: RCA Italiana PM 3539 - Formati: 7"                                                                  | —                 |         |                | Claudio Baglioni                             |
| 1971 | Io, una ragazza e la gente/...E ci sei tu - Pubblicato nel Maggio 1971 - Etichetta: RCA Italiana (PM 3587) - Formati: 17,5 cm                                            | —                 |         |                | Claudio Baglioni                             |
| 1972 | Fratello sole sorella luna/Preghiera semplice/Canzone di San Damiano - Pubblicato nell'Aprile 1972 - RCA Italiana (PM 3648) - 7"                                         | 22                |         |                | —                                            |
| 1972 | Questo piccolo grande amore/Caro Padrone (edizione ritirata) - Pubblicato nel Settembre 1972 - Etichetta: RCA Italiana PM 3672 - Formati: 7"                             | —                 |         |                | Questo piccolo grande amore (solo il lato A) |
| 1972 | Questo piccolo grande amore/Porta Portese - Pubblicato nell'Ottobre 1972 - Etichetta: RCA Italiana PM 3672 - Formati: 7"                                                 | 1                 |         |                | Questo piccolo grande amore (solo il lato A) |
| 1973 | Amore bello/W l’Inghilterra - Pubblicato nel maggio 1973 - Etichetta: RCA Italiana PM 3710 - Formati: 7"                                                                 | 5                 |         |                | Gira che ti rigira amore bello               |
| 1974 | E tu.../Chissà se mi pensi - Pubblicato nel maggio 1974 - Etichetta: RCA Italiana TPBO 1041 - Formati: 7"                                                                | 1                 |         |                | E tu...                                      |
| 1975 | Sabato pomeriggio/Poster - Pubblicato nel 1975 - Etichetta: RCA Italiana TPBO 1146 - Formati: 7"                                                                         | 1                 |         |                | Sabato pomeriggio                            |
| 1977 | Solo/Quante volte - Pubblicato nel 1977 - Etichetta: RCA Italiana PB 6000 - Formati: 7"                                                                                  | 3                 |         |                | Solo                                         |
| 1978 | E tu come stai?/Con te - Pubblicato nel novembre 1978 - Etichetta: CBS 6839 - Formati: 45 giri                                                                           | 6                 |         |                | E tu come stai?                              |
| 1981 | Strada facendo/Via | —                 |         |                | Strada facendo                               |
| 1981 | Fotografie/Notti | —                 |         |                | Strada facendo                               |
| 1982 | Avrai/5. (una casa nuova)/Strumentale - Pubblicato il 9 giugno 1982 - Etichetta: CBS - Formati: 7",12"                                                                   | 1                 |         |                | —                                            |
| 1985 | Via/E adesso la pubblicità | —                 |         |                | —                                            |
| 2005 | Inno a Mazzini/Dammi la mano - Realizzato per il comitato nazionale per le celebrazioni del bicentenario della nascita di Giuseppe Mazzini. - Musica di Ennio Morricone. |                   |         |                |                                              |
| 2005 | Tutti qui - Pubblicato nel 2005 - Etichetta: Sony BMG - Formati: download digitale                                                                                       | —                 |         |                | Tutti qui                                    |
| 2006 | Il nostro concerto | —                 |         |                | Quelli degli altri tutti qui                 |
| 2007 | Buon viaggio della vita | —                 |         |                | Buon viaggio della vita                      |
| 2009 | In Viaggio | —                 |         |                | Q.P.G.A.                                     |
| 2009 | Niente più | 17                |         |                | Q.P.G.A.                                     |
| 2011 | L'Italia è - Pubblicato solo online - Testo ispirato alla Costituzione della Repubblica Italiana composto in occasione dei 150 anni dell'Unità d'Italia                  |                   |         |                |                                              |
| 2013 | Con voi - Pubblicato il 21 maggio 2013 - Etichetta: SME | 4                 |         |                | ConVoi                                       |
| 2013 | Dieci dita - Pubblicato il 4 giugno 2013 | 7                 |         |                | ConVoi                                       |
| 2013 | E noi due là - Pubblicato il 18 giugno 2013 | 5                 |         |                | ConVoi                                       |
| 2013 | E chi ci ammazza - Pubblicato il 2 luglio 2013 | 12                |         |                | ConVoi                                       |
| 2013 | Isole del sud - Pubblicato il 9 luglio 2013 | 12                |         |                | ConVoi                                       |
| 2013 | L'ultima cosa che farò - Pubblicato il 23 luglio 2013 | 12                |         |                | ConVoi                                       |
| 2013 | In un'altra vita - Pubblicato il 7 agosto 2013 | 9                 |         |                | ConVoi                                       |
| 2013 | Va tutto bene - Pubblicato il 27 agosto 2013 | 11                |         |                | ConVoi                                       |
| 2013 | In cammino - Pubblicato il 10 settembre 2013 | 12                |         |                | ConVoi                                       |
| 2013 | Gli anni della gioventù - Pubblicato il 1º ottobre 2013 | 10                |         |                | ConVoi                                       |
| 2013 | Come un eterno addio - Pubblicato il 1º ottobre 2013 | 12                |         |                | ConVoi                                       |
| 2013 | Una storia vera - Pubblicato il 22 ottobre 2013 | 25                |         |                | ConVoi                                       |
| 2015 | Capitani Coraggiosi (con Gianni Morandi) - Pubblicato il 16 giugno 2015 - Etichetta: F&F Group - Formati: Download digitale                                              | —                 |         |                | Capitani coraggiosi                          |
| 2020 | Gli anni più belli - Pubblicato il 3 gennaio 2020 - Etichetta: Sony Music - Formati: Download digitale, streaming                                                        | 53                |         |                | In questa storia, che è la mia               |
| 2020 | Io non sono lì - Pubblicato il 6 novembre 2020 - Etichetta: Sony Music                                                                                                   | —                 |         |                | In questa storia, che è la mia               |
| 2020 | Uomo di varie età - Pubblicato il 18 dicembre 2020 | —                 |         |                | In questa storia, che è la mia               |
| 2021 | Mal d'amore - Pubblicato il 12 febbraio 2021 | —                 |         |                | In questa storia, che è la mia               |
| 2023 | A tutto cuore - Pubblicato il 6 ottobre 2023 | —                 |         |                |                                              |

## Raccolte casa discografica
- 1976 - Personale di Claudio Baglioni, Linea3[89]
- 1977 - Personale di Claudio Baglioni vol.2, Linea 3[90]
- 1978 - Personale di Claudio Baglioni vol.3, Linea3[91]
- 1983 - I grandi successi di Claudio Baglioni, Sigla4[92]
- 1985 - Claudio, Globo Recording[93]
- 1992 - Tutto il concerto, Columbia[94]
- 1994 - Claudio Baglioni, RCA[95]
- 1997 - Diario Baglioni, BMG Ricordi[96]
- 2000 - Le canzoni d'amore, Sony Music[97]
- 2006 - Infinite tenerezze, Sony BMG[98]
- 2015 - D’Amore, Columbia[99]
- 2017 - Claudio Baglioni RCA, Sony Music[100]

## Partecipazioni a compilation
- 1970 - RCA European All Stars (Baglioni è presente con Una favola blu)
- 1971 - Sanremo 1971 (Baglioni è interprete dei brani Com'è dolce la sera, Bianchi cristalli sereni e 13 storia d'oggi)
- 1972 - Sanremo 1972 (Baglioni è interprete dei brani Non voglio innamorarmi mai e Se non fosse tra queste mie braccia lo inventerei)
- 1972 - Fratello sole sorella luna (Baglioni è presente con tre canzoni, Fratello sole, sorella luna, Canzone di san Damiano e Preghiera semplice)
- 1972 - I vostri preferiti (Baglioni è presente con ...e ci sei tu, Isolina e In viaggio)
- 1985 - Sanremo '85 (Baglioni è presente con la canzone del secolo Questo piccolo grande amore)
- 1985 - SuperSanremo '85 (Baglioni è presente con la canzone del secolo Questo piccolo grande amore)
- 1988 - Human Rights Now (Baglioni è presente con Strada facendo, Ninna nanna nanna ninna e La vita è adesso)
- 1997 - Christmas in Rome (Baglioni è presente con Avrai in versione dal vivo registrata durante un concerto al Vaticano)

## Collezioni dischi
- 2011 - Claudio Baglioni. Studio Collection (Digipak)[101]
- 2018 - Claudio Baglioni. 50 anni a tempo di musica (Vinile)[102]
- 2019 - Claudio Baglioni. Collezione 50 (Digipak)[103]

## Inni
- 1994 - Acqua nell'acqua, inno dei Campionati mondiali di nuoto 1994
- 1997- Siamo l'Atletico Van Goof, inno della squadra Atletico Castenaso Van Goof
- 1998 - Da me a te, inno per il centenario della nazionale Italiana di calcio
- 2006 - Va, inno per le Olimpiadi invernali
- 2009 - Un solo mondo, inno dei Campionati mondiali di nuoto 2009

## Colonne sonore
- 1972 - Fratello sole, sorella luna
- 2009 - Questo piccolo grande amore
- 2020 - Gli anni più belli

## Videoclip
- 1985 - La vita è adesso
- 1991 - Dagli il via

Baglioni durante le riprese del videoclip del brano Io sono qui

- 1995 - Io sono qui (extended version)
- 1995 - Io sono qui (tour giallo version)
- 1996 - Bolero
- 1996 - Acqua nell'acqua
- 1997 - Anima mia
- 1997 - Dov'è dov'è
- 1998 - Arrivederci o addio
- 1998 - Da me a te
- 1999 - Cuore di aliante
- 2000 - Hangar
- 2000 - Stai su
- 2000 - Chi c'è in ascolto
- 2000 - Si io sarò
- 2002 - Per incanto e per amore
- 2003 - Sono io
- 2004 - Tienimi con te
- 2004 - Titoli di coda
- 2005 - Crescendo e cercando
- 2005 - Tutti qui
- 2006 - Il nostro concerto
- 2007 - Se non avessi più te
- 2007 - Buon viaggio della vita
- 2009 - Niente più
- 2013 - Con voi
- 2013 - Dieci dita
- 2013 - E noi due là
- 2013 - In un'altra vita
- 2013 - Come un eterno addio
- 2013 - E chi ci ammazza
- 2013 - In cammino
- 2013 - Una storia vera
- 2013 - Gli anni della gioventù
- 2013 - Va tutto bene
- 2013 - L'ultima cosa che farò
- 2013 - Isole del sud
- 2015 - Capitani Coraggiosi
- 2018 - Al centro
- 2020 - Gli anni più belli
- 2020 - Io non sono lì
- 2020 - Altrove e qui
- 2020 - Uomo di varie età

## Duetti
- Con Albert Hammond: 99 miglia da L.A. (in Legend di Albert Hammond, 2010)
- Con Lando Fiorini: Ninna nanna della guerra (in Ti presento Roma mia di Lando Fiorini, 2010)
- Con Ron: Non abbiam bisogno di parole (in Ma quando dici amore di Ron, 2005, e live in "O'Scià 2004")
- Con Mango: Amore bello (in Acchiappanuvole di Mango, 2008)
- Con Ornella Vanoni: Domani è un altro giorno (in Più di me di Ornella Vanoni, 2008)
- Con Neri per Caso: Via (in Angoli diversi dei Neri per Caso, 2008)
- Con Gianni Morandi:Un mondo d'amore (in Grazie a tutti di Gianni Morandi, 2007)
- Con Elio e le storie tese: Effetto memoria (in Studentessi 2008)
- Con i Neri per caso: Via (in Angoli Diversi 2008)
- Con gli Artisti uniti per l'Abruzzo (in Domani 21/04.2009 2009)
- Con Renato Zero e Laura Pausini: I migliori anni della nostra vita (live al Live 8) (mai pubblicato)
- Con Gigi D'Alessio: Insieme a lei e Mille giorni di te e di me (live al concerto in Napoli, a Piazza del Plebiscito, 2005)
- Con Enzo Iacchetti: Buon Natale (in Acqua di Natale 2011)
- Con i Pooh: Maria Marea (in Opera seconda 2012)
- Con Max Pezzali: Come mai (in Max 20 2013)
- Con Fiorella Mannoia: Amore bello (in Fiorella 2014)
- Con Fausto Leali: Solo lei (in Non solo Leali 2016)
- Con Gianni Morandi: Se perdo anche te (in L'attrazione 2024)
- Per i duetti degli album Oltre e Anime in gioco, si rimanda alle relative schede.

Durante la manifestazione Human Right Now del 1988 ha cantato con i seguenti artisti:
- Con Youssou N'dour: Chimes of Freedom di Bob Dylan
- Con Peter Gabriel: Ninna Nanna, Nanna Ninna
- Get up Stand Up di Bob Marley è stata cantata all'inizio della serata insieme a tutti i partecipanti

Altri duetti sono stati cantati nella trasmissione Anima mia senza essere poi pubblicati:
- Con Eugenio Finardi, Alice e Teresa De Sio: S.O.S. degli ABBA
- Con Demis Roussos: Rain and Tears degli Aphrodite's Child
- Con i Litfiba: Sandokan (poi incisa senza)
- Con Jovanotti: Na no na no di Bruno D'Andrea (poi incisa senza) e Poster

Dalla trasmissione L'ultimo valzer non sono stati pubblicati dischi. Ecco un elenco di artisti con cui si è esibito e le relative canzoni (alcune sue, altre dei colleghi ospiti):
- Con Max Pezzali: Come mai
- Con Samuele Bersani: I vecchi
- Con Carmen Consoli: Io me ne andrei
- Con Alex Baroni: Quante volte
- Con Paola & Chiara: Amore bello
- Con Irene Grandi: Strada facendo
- Con Gino Paoli: Una lunga storia d'amore
- Con i Pooh: Get Back dei Beatles e Chi fermerà la musica
- Con Al Stewart: Year of the Cat
- Con Ornella Vanoni: Domani è un altro giorno
- Con Loredana Bertè: Il mare d'inverno
- Con Sting: Every Breath You Take
- Con Art Garfunkel: The Sound of Silence
- Con Francesco Paolantoni: Io che amo solo te di Sergio Endrigo
- Con Michael Bolton: A Whiter Shade of Pale dei Procol Harum, poi Senza luce nella reinterpretazione dei Dik Dik
- Con Antonello Venditti: Sotto il segno dei pesci e Roma capoccia

## Collaborazioni
- In Bandierine, album di Renzo Zenobi del 1978, arrangia la canzone E ancora le dirai ti voglio bene
- Per gli Extra scrive il testo di Maria Maddalena e Come sei (1978)
- In Siamo una squadra fortissimi di Checco Zalone del 2006
- In Buon Natale di Enzo Iacchetti del 2011

## Canzoni scritte da Claudio Baglioni per altri artisti
| Anno | Titolo                    | Interprete            | Autori del testo                    | Autori della musica                 |
| ---- | ------------------------- | --------------------- | ----------------------------------- | ----------------------------------- |
| 1970 | Ci crederesti se...       | The Showmen           | Claudio Baglioni e Franco Migliacci | Roy Philips                         |
| 1970 | Addio città vecchia       | Valeria Mongardini    | Claudio Baglioni                    | Randy Bachman                       |
| 1971 | La suggestione            | Rita Pavone           | Claudio Baglioni                    | Antonio Coggio e Claudio Baglioni   |
| 1971 | Se...casomai              | Rita Pavone           | Claudio Baglioni                    | Antonio Coggio e Claudio Baglioni   |
| 1971 | Amore...amore...un corno! | Mia Martini           | Claudio Baglioni                    | Antonio Coggio                      |
| 1971 | Lacrime di marzo          | Mia Martini           | Claudio Baglioni                    | Antonio Coggio                      |
| 1971 | Testamento                | Mia Martini           | Claudio Baglioni                    | Jean Roland Musy e Laurence Matalon |
| 1971 | Oltre la collina          | Mia Martini           | Claudio Baglioni                    | Antonio Coggio                      |
| 1972 | Bonjour la France         | Rita Pavone           | Michel Delancray e Mia Simille      | Antonio Coggio e Claudio Baglioni   |
| 1973 | L'amore è un poco matto   | Rita Pavone           | Claudio Baglioni                    | Antonio Coggio e Claudio Baglioni   |
| 1974 | Come ogni sera            | Gianni Morandi        | Claudio Baglioni e Franco Migliacci | Roy Philips                         |
| 1975 | A modo mio                | Gianni Nazzaro        | Claudio Baglioni                    | Antonio Coggio e Claudio Baglioni   |
| 1975 | Me so' magnato er fegato  | Luigi Proietti e Nada | Claudio Baglioni                    | Antonio Coggio e Claudio Baglioni   |
| 1993 | Canzonaccia               | Paolo Rossi           | Paolo Rossi e Giampiero Solari      | Claudio Baglioni                    |

## Cover di canzoni scritte da Claudio Baglioni
| Titolo                      | Interprete                      | Anno |
| --------------------------- | ------------------------------- | ---- |
| Interludio                  | Ada Mori                        | 1972 |
| Questo piccolo grande amore | Claudio Villa                   | 1974 |
| Con tutto l'amore che posso | Giulia Del Buono                | 1976 |
| Io me ne andrei             | Gilda Giuliani                  | 1976 |
| Poster                      | New Trolls                      | 1980 |
| Amore bello                 | Fiorella Mannoia                | 1985 |
| E tu come stai?             | Fiordaliso                      | 1985 |
| Questo piccolo grande amore | Mina                            | 1985 |
| Poster                      | Mina                            | 1985 |
| E tu come stai?             | Mina                            | 1986 |
| Poster                      | Gianni Morandi                  | 1986 |
| Ragazza di campagna         | Laura Troschel                  | 1988 |
| E me lo chiami amore        | Laura Troschel                  | 1988 |
| Avrai                       | Anna Oxa                        | 1993 |
| Mille giorni di te e di me  | Anna Oxa                        | 1994 |
| La Vita è Adesso            | Renato Russo                    | 1995 |
| Il sole e la luna           | Moira de Santi                  | 1999 |
| Buona fortuna               | Guido De Angelis                | 2006 |
| Con tutto l'amore che posso | Alberto Fortis                  | 2006 |
| I vecchi                    | Guido De Angelis                | 2006 |
| Strada facendo              | Laura Pausini                   | 2006 |
| Strada facendo              | Nek-Francesco Renga-Max Pezzali | 2018 |
| Via                         | Coez                            | 2019 |